# Ultraschall-Schneiden
Ultraschall-Schneiden ist ein technisches Verfahren für das druckfreiere Schneiden von Material mit ultraschallerregter Klinge.

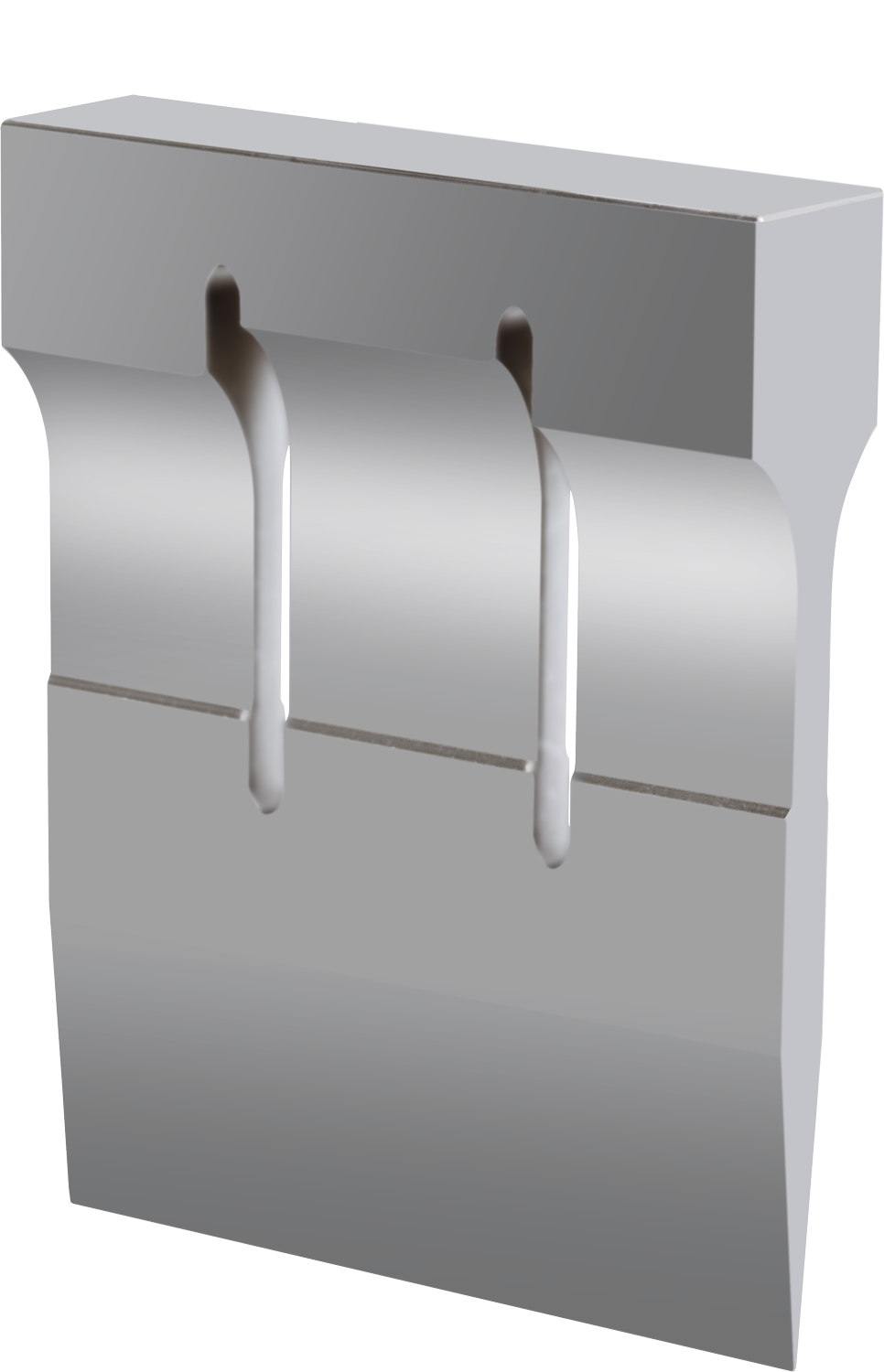
Ultraschallmesser (Schneid-Sonotrode)

Die Grundlagen für das Schneiden mit ultraschallerregter Klinge wurden in den 1980er-Jahren im Fraunhofer-Institut für Produktionstechnologie in Aachen erforscht. Beim Schneiden von Lebensmitteln wird durch die Reduzierung des Druckes Verformung vermieden wie bei einem normalen Messer. Bei Textilien entsteht keine Ausfransung.
Vorteile der Ultraschalltechnik
Die bedeutendsten Vorteile des Ultraschallschneidens sind schnelle und variable Schnitte, saubere Schnittoberflächen sowie reduzierte Stillstandszeiten für das Reinigen der Messer.
Das Ultraschallmesser schwingt je nach Frequenz 20.000-, 25.000-, 30.000-, 35.000- oder 40.000-mal pro Sekunde (20, 25, 30, 35 oder 40 kHz), was zu einer minimalen Oberflächenreibung zwischen Produkt und Ultraschallmesser führt. Für den Anwender bedeutet dies in der Regel, dass zum einen keine Oberflächenbeschichtung für das Messer notwendig ist und zum anderen, dass auch an der Messeroberfläche keine Produktreste anhaften.
Die Ultraschallmesser können bis zu einer Schnitttiefe von 40 – 180 mm und bis zu einer Schnittbreite von 400 mm gefertigt werden.
Die Produkte überzeugen durch einen genauen und sauberen Schnitt mit vorteilhafter Präsentation zum Verkauf. Der Einsatz der Ultraschalltechnologie ist geeignet zum Schneiden von weichen, cremigen, brüchigen und zusammengesetzten sowie von frischen und gefrorenen Produkten.